# Eduard von Beschi

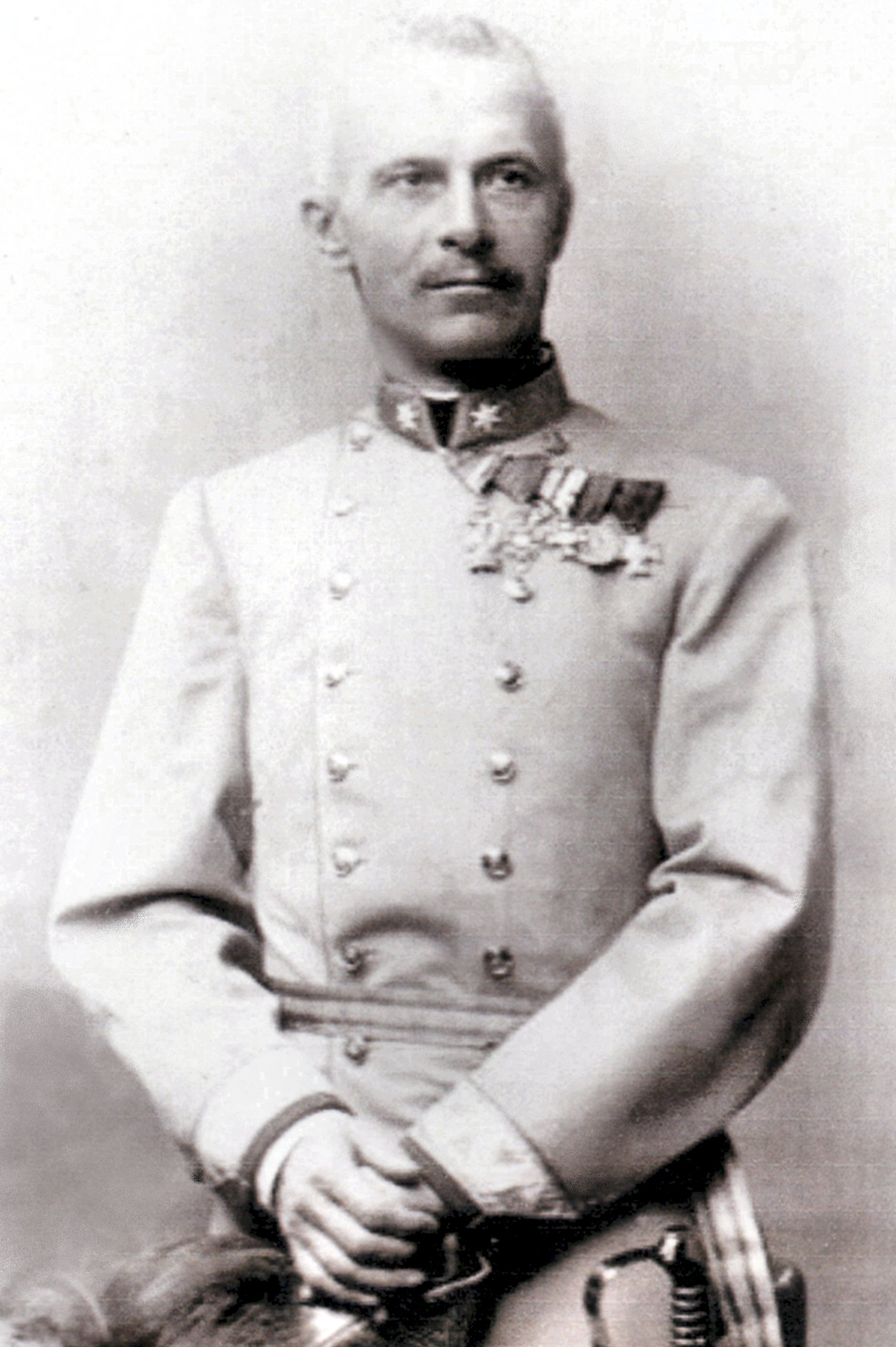
Eduard Josef Freiherr von Beschi 1899 als Generalmajor

Eduard Josef Freiherr von Beschi (* 13. März 1848 in Ungarisch-Ostra; † 26. April 1916 in Wien) war ein österreichischer k. u. k. Offizier (Feldzeugmeister) italienisch-ungarischer Abstammung, Chef der Festungsartillerie in den österreichisch-ungarischen Streitkräften und Inhaber des Feldartillerieregiments Nr. 2 sowie Naturwissenschaftler.

## Biografie
Nach erfolgreichem Abschluss der Artillerieakademie in Mährisch-Weißkirchen wurde er am 1. September 1869 als Leutnant dem 4. Festung Artillerie-Bataillon zugeteilt, doch kurze Zeit später im Schlesischen Feldartillerie-Regiment Nr. 9 in Wien stationiert, was er mit dem Besuch der k.u.k. Technischen Militärakademie verband. Nach erfolgreichem Studienabschluss wurde er am 29. Oktober 1873 zum Oberleutnant im 10. Festung Artillerie-Bataillon, währenddessen er die Technische Hochschule in Wien frequentierte, dann am 1. November 1877 zum Hauptmann 1. Klasse befördert. Während Beschi in Wien mit der Herstellung neuen Schießmaterials für die Feldartillerie (später als Modell 75 eingeführt) beschäftigt war, engagierte er sich als Hauptmann in der Entwicklung, Konstruktion und Lieferung von Belagerungsartillerie (Modell 1880) und die großen Geschütze der Küstenartillerie, was ihn zu zahlreichen Reisen, sogar bis nach Schweden veranlasste. Am 25. Oktober 1885 Major, wurde der Freiherr zum Artilleriechef ernannt und ihm der Vorsitz der 3. Abteilung des ersten Abschnitts der technischen Verwaltung des militärischen Ausschusses übertragen.
Am 25. Oktober 1885 Major, wurde der Offizier zum Artilleriechef ernannt und ihm der Vorsitz der 3. Abteilung des ersten Abschnitts der technischen Verwaltung des militärischen Ausschusses übertragen, weiters Oberstleutnant (1. November 1890), Oberst (1. Mai 1893) und Kommandant des Festungsartillerieregiments Nr. 6 in Komorn. Nach dem plötzlichen Tod seiner Gattin bewarb er sich weg und übernahm schließlich das Kommando des Festungsartillerieregiments Nr. 4 in Pola am 11. März 1897.
Am 10. Oktober 1898 ernannte man ihn zum Festungsartilleriedirektor in Pola, sodann am 1. Mai 1899 (Rang vom 15. Mai 1899) zum Generalmajor.
Mit Rang vom 4. Mai 1904 wurde der Oberstinhaber des Feldartillerieregiments Nr. 2 zum Feldmarschalleutnant und Inspektor der Festungsartillerie und somit Chef der gesamten Festungsartillerie in den österreichisch-ungarischen Streitkräften, ernannt.
Anlässlich des 60. Kronjubiläums Kaiser Franz Josefs I. und für seine 40-jährigen hervorragenden Verdienste verlieh man ihm des Kommandantenkreuz des Leopoldordens am 12. August 1908. Infolgedessen beantragte er für sich und seine Familie den (taxfreien) Freiherrentitel. Durch allerhöchste Entschließung vom 26. Oktober 1909 und Diplom vom 30. November 1909 zu Wien erfolgte die Erhebung in den Herrenstand.
Zwischenzeitlich war Beschi am 26. April 1909 mit dem Titel und Charakter eines Feldzeugmeisters geehrt worden.

## Auszeichnungen
- k. k. Militärverdienstkreuz (30. Dezember 1876)
- Ritterkreuz des Wasaordens (11. Januar 1884)
- Ritterkreuz des Kaiserlich-Österreichischen Franz-Joseph-Ordens (16. Februar 1886)
- Orden der Eisernen Krone 3. Klasse (24. April 1895)
- Ritterkreuz des Österreichischen Leopold-Ordens (12. März 1904)
- Komturkreuz des Österreichischen Leopold-Ordens (12. August 1908)
- Großkreuz des Ordens Stern von Rumänien (28. August 1909)
- Jubiläumserinnerungsmedaille für die bewaffnete Macht
- Militär-Jubiläumskreuz

## Familie
Auf einer seiner Dienstreisen lernte er seine spätere Frau Walburga (Wally) Salbach (1856–1896) kennen, die am 11. Januar 1883 in Berlin heiratete und mit ihr drei Kinder hatte: Margareta Maria, Edith und Hans Eduard, der während des Ersten Weltkriegs als junger Oberleutnant in russische Kriegsgefangenschaft (Tobolsk) geraten war. Während seiner Kommandantur des Festungsartillerieregiments in Komors erkrankte seine Frau und starb erst 40-jährig, binnen kurzer Zeit, den Witwer mit drei unmündigen Kindern hinterlassend.
Nach seiner Pensionierung (1. November 1909) wohnte er in dem von seinem Vater geerbten Haus im 1. Wiener Bezirk (Heinrichgasse 4). Er wurde auf dem Döblinger Friedhof bestattet.